# N'Tjiba
N'Tjiba es una comuna o municipio del círculo de Kati de la región de Kulikoró, en Malí. En abril de 2009 tenía una población censada de 21 792 habitantes.
Se encuentra ubicada al suroeste del país, cerca de la capital nacional, Bamako, y de la frontera con República de Guinea.